# 벡스코역
벡스코(시립미술관)역(BEXCO(The Municipal Museum of Art)Station, 벡스코(市立美術館)驛)은 대한민국 부산광역시 해운대구에 있는 동해선(동해선 광역전철), 부산 도시철도 2호선의 전철역이며 환승역이다. 부산 도시철도 2호선 역의 역명은 원래 시립미술관역(市立美術館驛)이었으나, 동해선 역과의 환승시 역명 혼선 방지 차원에서, 벡스코역을 역명으로 변경하고, 시립미술관역을 부역명으로 변경했다. 이 역부터 부전역까지 지상 구간이다.

## 동해선

### 구조
상대식 승강장으로 운영되며, 스크린도어가 설치되어있다.
| ↑ 센텀     |
| \| ２      |
| 신해운대 ↓ |

| 1 | ● 동해선 광역전철 | 센텀 · 교대 · 거제 · 부전 방면       |
| 2 | ● 동해선 광역전철 | 신해운대 · 기장 · 일광 · 태화강 방면 |

### 역사
본래 1944년 현재의 역에서 약 1.1 km 떨어진 곳에서 과거 동해남부선의 임시승강장인 우일역(佑一驛)_을종승차권대매소지정으로 영업을 시작하였다. 2008년에 여객 취급이 중단되었으며, 이후 동해선 복선전철화 사업과 함께 선로가 역 북쪽을 지나는 터널(해운대터널)로 이설되고 역사 및 승강장은 철거되었다.
- 1944년 4월 4일 : 임시승강장 등급, 동해남부선 우일역(佑一驛)으로 (을종승차권대매소지정) 영업 개시
- 2002년 12월 01일 : 동서통근열차 운행 중단
- 2008년 1월 1일 : 여객취급 중단
- 2013년 12월 2일 : 수영 ~ 기장 간 선로 이설 개통[2]
- 2016년 02월 22일 : 구. 임시승강장 및 우일역사 철거
- 2016년 12월 30일 : 동해본선으로 편입, 부산진 기점 15.4 km로 이전, 벡스코역으로 역명 변경[3], 동해선 광역전철 개통과 함께 무배치간이역으로 승격 및 전철역으로 영업재개.[4]
- 2021년 12월 28일: 보통역으로 승격.

## 부산 도시철도 2호선

### 구조
지하 2층 규모의 지하역이다. 지하 1층에 맞이방 및 개찰구 등의 역무 시설이, 지하 2층에 승강장이 위치한다. 개찰구는 승강장별로 분리돼 있어 개표 없이 승강장 사이를 이동할 수 없다. 출구는 9곳이다.
2호선의 역은 벡스코가 있는 올림픽 교차로에, 동해선 복선전철의 역은 올림픽 교차로와 한참 떨어져 있는 강동초등학교 앞에 있어서, 환승통로의 길이가 매우 길다.
승강장은 2면 2선식의 상대식 승강장으로 운영된다. 스크린도어가 설치되어 있다.
| 동백 ↑     |
| \| 상      |
| ↓ 센텀시티 |

| 상행 | ● 부산 도시철도 2호선 | 동백 · 해운대(해운대부민병원)·중동 · 장산 방면 |
| 하행 | ● 부산 도시철도 2호선 | 수영 · 서면 · 사상 · 덕천 · 호포 · 양산 방면   |

### 역사
- 2002년 8월 29일: 부산 도시철도 2호선 개통과 함께 시립미술관역(市立美術館驛)으로 영업 개시
- 2016년 11월 21일[5]: 동해선 역과 역명 혼선 방지 차원에서 벡스코(시립미술관)역으로 역명 변경[6]

## 역 주변
| 나가는 곳 | 방면                                                 |
| --------- | ---------------------------------------------------- |
| 1         | 벡스코                                               |
| 2         | 강동초등학교 센텀삼환아파트 해운대센텀두산위브아파트 |
| 3         | 강동초등학교 삼호가든아파트                          |
| 4         | 강동초등학교                                         |

## 승차량 변동
| 역 노선 | 역 노선 | 승차 인원 | 승차 인원 | 승차 인원 | 승차 인원 | 승차 인원 | 승차 인원 | 승차 인원 | 승차 인원 | 승차 인원 | 승차 인원 | 승차 인원 | 승차 인원 | 승차 인원 | 승차 인원 | 승차 인원 | 승차 인원 | 승차 인원 | 승차 인원 | 승차 인원 | 승차 인원 | 승차 인원 | 승차 인원 | 주 석 |
| 역 노선 | 역 노선 | 2002년    | 2003년    | 2004년    | 2005년    | 2006년    | 2007년    | 2008년    | 2009년    | 2010년    | 2011년    | 2012년    | 2013년    | 2014년    | 2015년    | 2016년    | 2017년    | 2018년    | 2019년    | 2020년    | 2021년    | 2022년    | 2023년    | 주 석 |
| ------- | ------- | --------- | --------- | --------- | --------- | --------- | --------- | --------- | --------- | --------- | --------- | --------- | --------- | --------- | --------- | --------- | --------- | --------- | --------- | --------- | --------- | --------- | --------- | ----- |
| 2호선   | 승차    | 2116      | 6029      | 5741      | 5436      | 5389      | 5136      | 5454      | 5474      | 5727      | 5859      | 5760      | 6221      | 6601      | 6328      |           |           |           |           |           |           |           |           | [ 7 ] |
| 동해선  | 승차    | 미개통    | 미개통    | 미개통    | 미개통    | 미개통    | 미개통    | 미개통    | 미개통    | 미개통    | 미개통    | 미개통    | 미개통    | 미개통    | 미개통    | 1,921     | 2,873     | 3,394     | 3,753     | 2,988     | 3,451     | 5,044     | 5,549     | [ 8 ] |
| 동해선  | 하차    | 미개통    | 미개통    | 미개통    | 미개통    | 미개통    | 미개통    | 미개통    | 미개통    | 미개통    | 미개통    | 미개통    | 미개통    | 미개통    | 미개통    | 2,259     | 3,188     | 3,765     | 4,185     | 3,306     | 3,802     | 5,607     | 6,183     | [ 8 ] |

## 사진

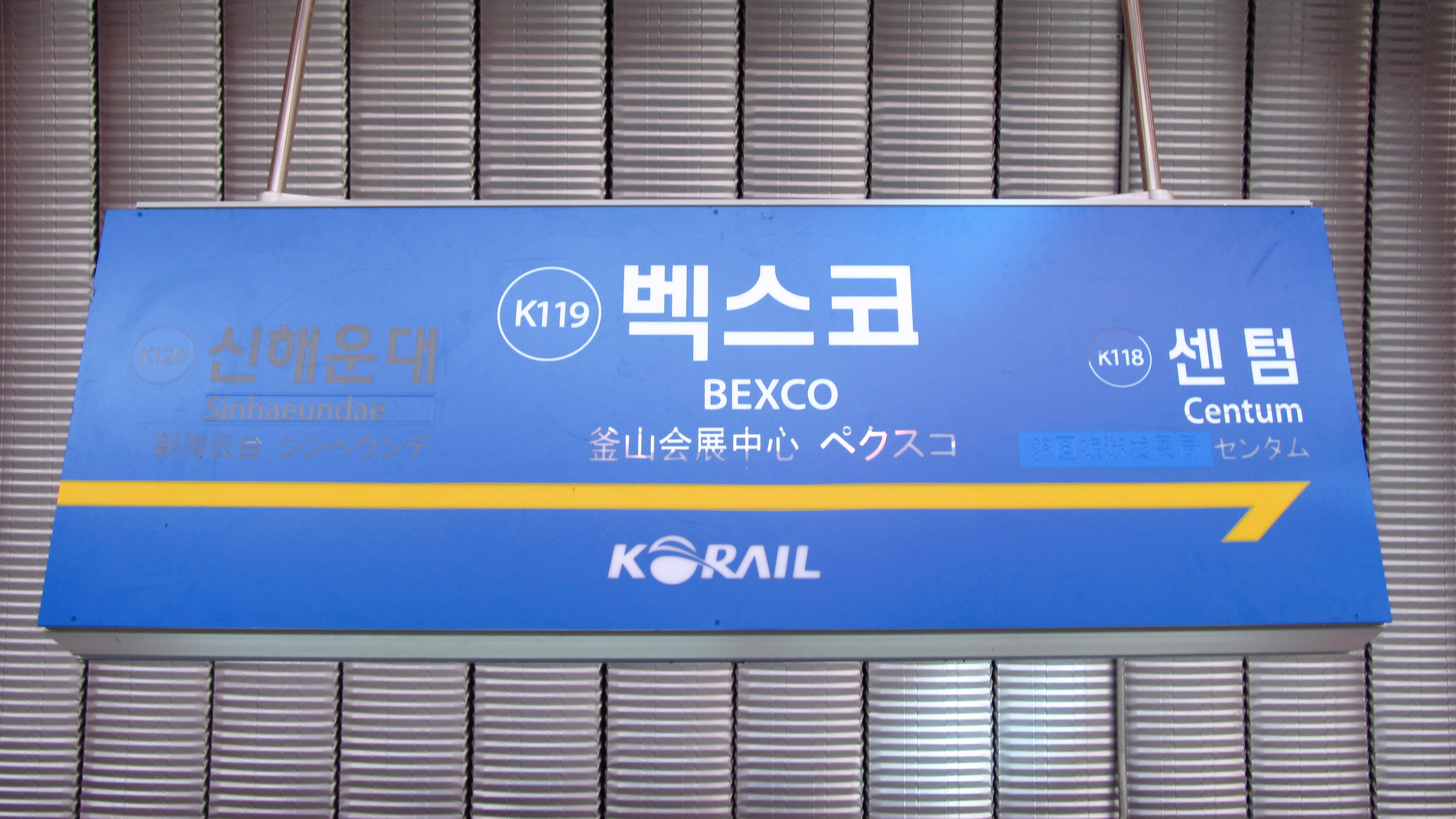
역명판
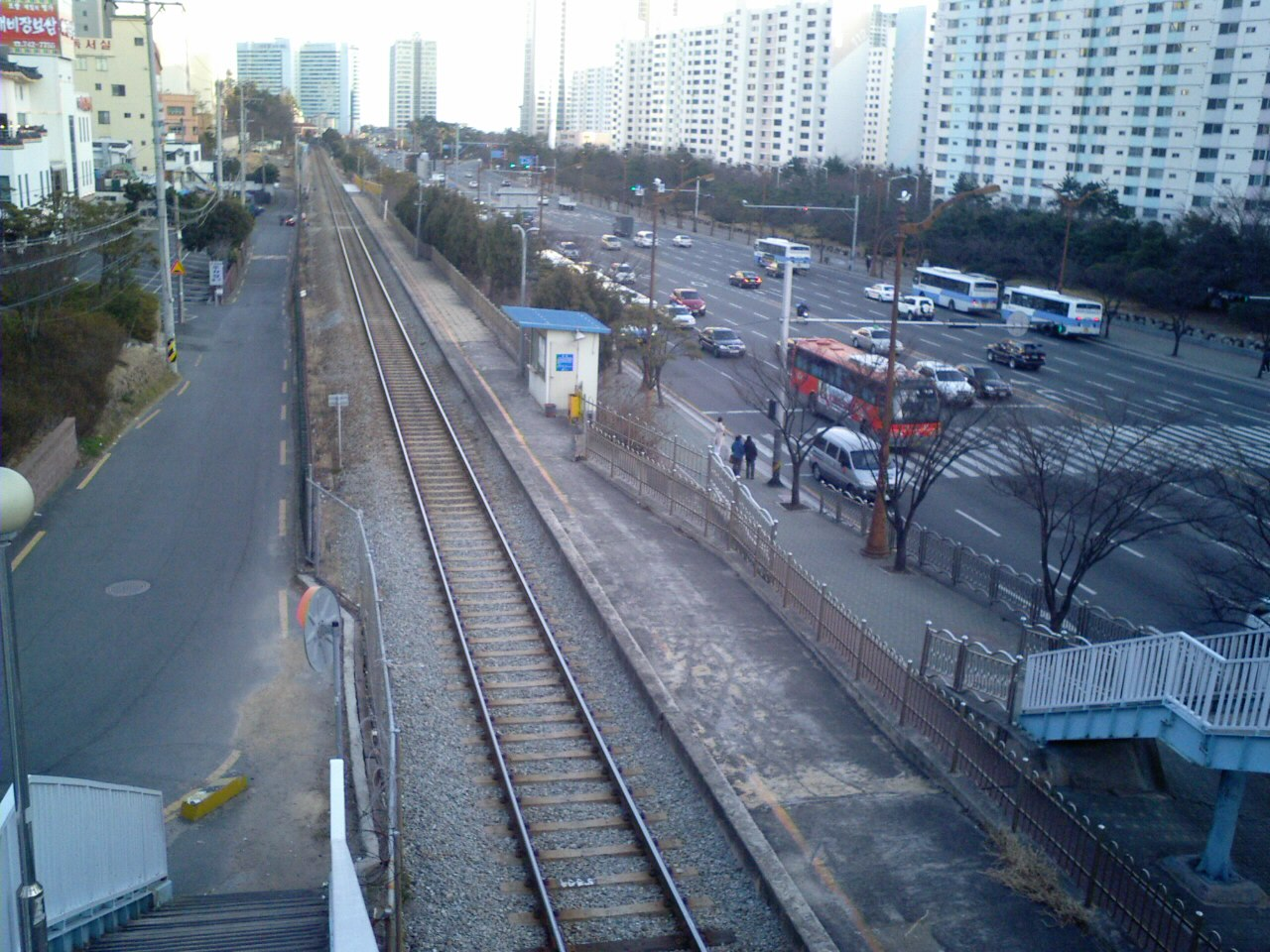
임시승강장 시절의 우일역
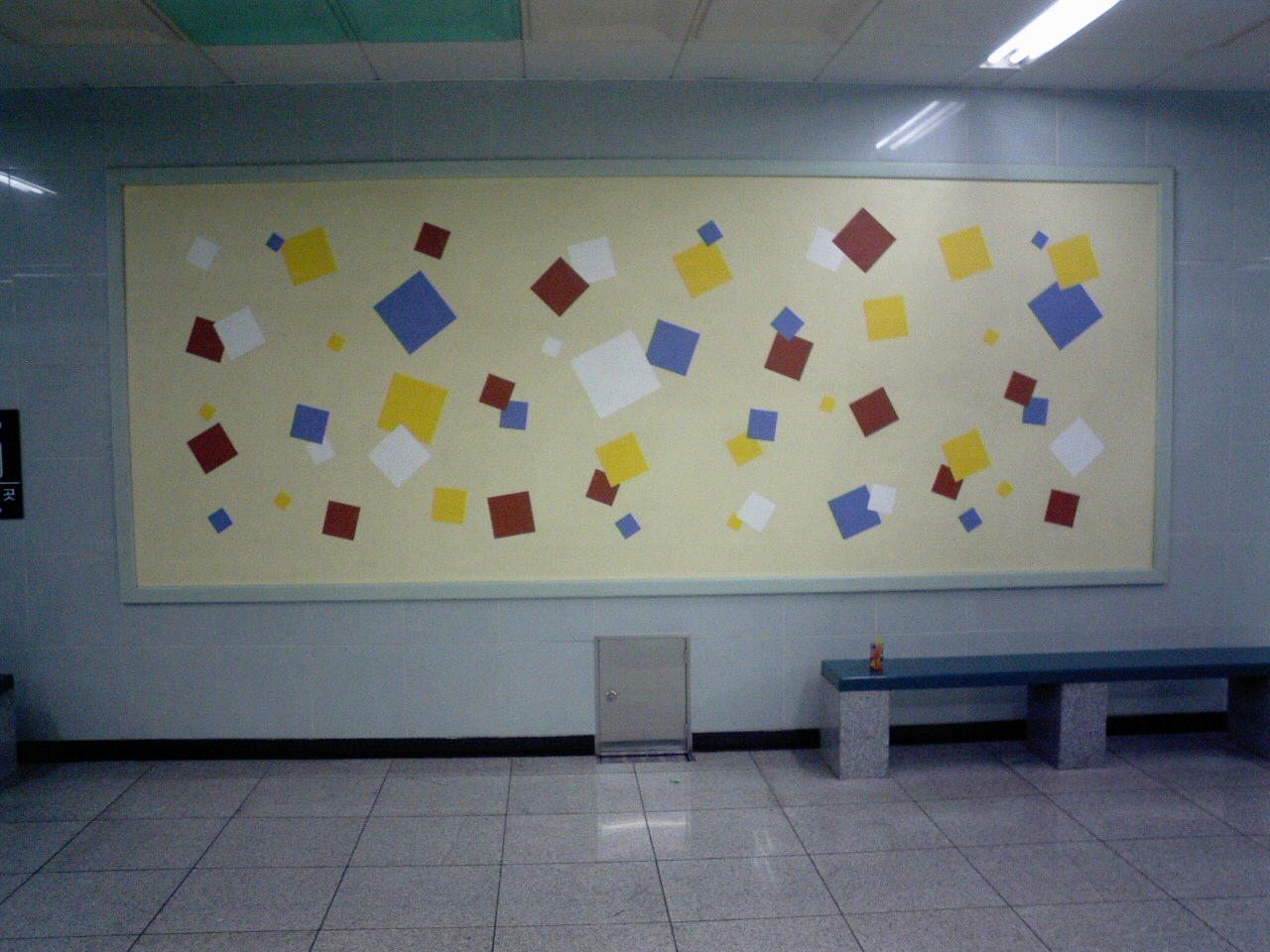
시립미술관역 시절 벽화
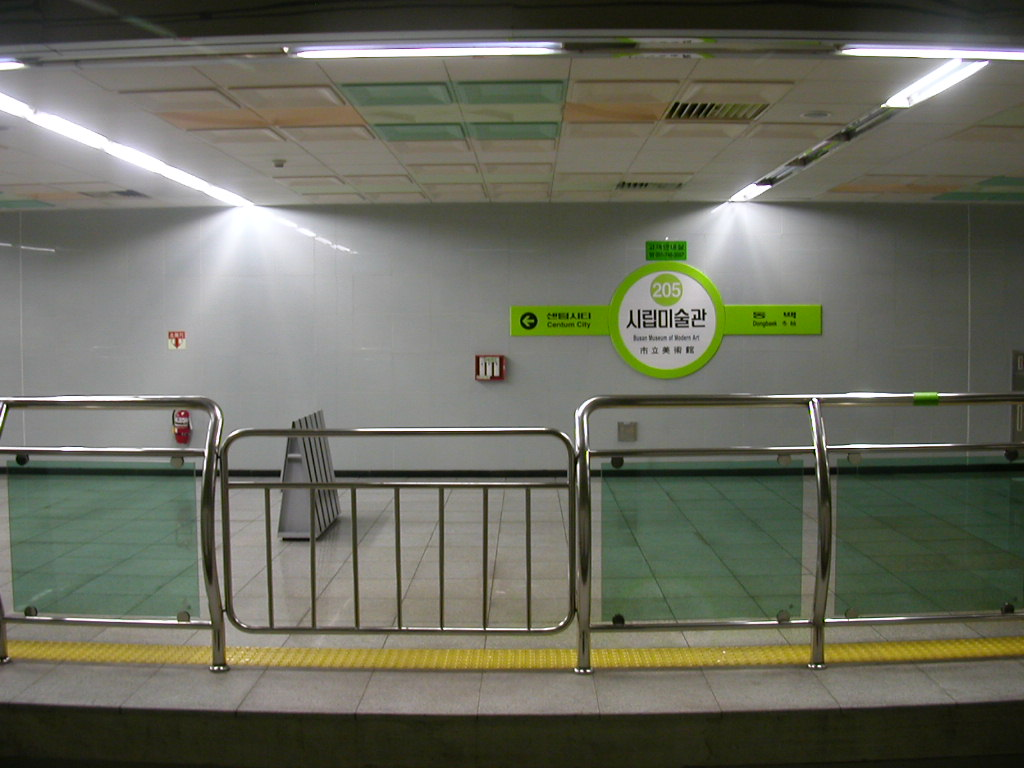
시립미술관역 시절 승강장 (스크린도어 설치 전)

## 인접한 역
| 동해선              | 동해선                | 동해선                    |
| ------------------- | --------------------- | ------------------------- |
| K118 센텀 부전 방면 | ● 동해선 광역전철     | K120 신해운대 태화강 방면 |
| 부산 도시철도 2호선 |                       |                           |
| 204 동백 장산 방면  | ● 부산 도시철도 2호선 | 206 센텀시티 양산 방면    |